# Baeus curvatus
Baeus curvatus är en stekelart som beskrevs av Jean-Jacques Kieffer 1910. Baeus curvatus ingår i släktet Baeus och familjen Scelionidae. Inga underarter finns listade.